# Georgette Tissier
Pour les articles homonymes, voir Tissier.
Georgette Tissier (née Louise Georgette Lalire) est une actrice française née le 26 juin 1910 à Boulogne-Billancourt et morte le 30 mars 1959 dans le 1er arrondissement de Paris.
Elle était l'épouse du comédien Jean Tissier.

## Filmographie
- 1934 : Le Voyage imprévu de Jean de Limur
- 1940 : Métropolitain de Maurice Cam
- 1940 : L'Irrésistible Rebelle (ou Une idée à l'eau) de Jean-Paul Le Chanois
- 1941 : Chèque au porteur de Jean Boyer : Julie
- 1941 : Premier rendez-vous de Henri Decoin : L'employée du photomaton
- 1941 : Romance de Paris de Jean Boyer
- 1942 : L'Amant de Bornéo de Jean-Pierre Feydeau et René Le Hénaff : Une girl
- 1942 : À vos ordres, Madame, de Jean Boyer : La femme de chambre
- 1942 : Des jeunes filles dans la nuit de René Le Hénaff
- 1942 : La Femme que j'ai le plus aimée de Robert Vernay : La bonne du peintre
- 1943 : Coup de tête de René Le Hénaff
- 1944 : Le Cavalier noir de Gilles Grangier
- 1944 : Le Merle blanc de Jacques Houssin : Emilie Leroy
- 1945 : Vingt-quatre Heures de perm' de Maurice Cloche
- 1945 : Christine se marie de René Le Hénaff : La dactylo
- 1945 : L'Invité de la onzième heure de Maurice Cloche
- 1945 : Leçon de conduite de Gilles Grangier
- 1945 : Messieurs Ludovic de Jean-Paul Le Chanois : Georgette
- 1945 : On demande un ménage de Maurice Cam : La bonne
- 1947 : La Dame d'onze heures de Jean Devaivre
- 1947 : Gonzague, court métrage de René Delacroix
- 1948 : Fandango d'Emil-Edwin Reinert : La mariée
- 1948 : Gigi de Jacqueline Audry : La bouquetière
- 1949 : La Porteuse de pain de Maurice Cloche
- 1949 : L'Homme explosif de Marcel Paulis (court métrage)
- 1949 : Un garçon garçon de Georges Meunier (court métrage)
- 1950 : Cet âge est sans pitié de Marcel Blistène
- 1950 : Cœur-sur-Mer de Jacques Daniel-Norman
- 1950 : L'Ingénue libertine de Jacqueline Audry : L'amie de Ramon
- 1951 : Ce coquin d'Anatole d'Émile Couzinet : Une vendeuse
- 1951 : Et ta sœur d'Henri Lepage
- 1954 : Si Versailles m'était conté... de Sacha Guitry : Une dame visitant le musée

## Théâtre
- 1949 : L'Amant de Bornéo de Roger Ferdinand et José Germain,   Théâtre Daunou